# Louvetot
Louvetot est une commune française située dans le département de la Seine-Maritime en région Normandie.

## Géographie

### Localisation
| Bois-Himont                | Auzebosc | Touffreville-la-Corbeline |
|                            | Louvetot |                           |
| Maulévrier-Sainte-Gertrude |          | Saint-Wandrille-Rançon    |

Louvetot est située au milieu du plateau du pays de Caux, surplombant la ville de Caudebec-en-Caux qui s'étend paresseusement sur la rive droite de la Seine.
À mi-chemin du Havre et de Rouen, le village est situé à cinq kilomètres d'Yvetot.
Louvetot est limitrophe de la commune d'Allouville-Bellefosse, renommée pour son chêne âgé de 1 200 ans.
La commune possède de nombreux bois et plaines.
Elle est membre de la communauté de communes de Caudebec-en-Caux.

### Hydrographie
La commune est située dans le bassin Seine-Normandie. Elle n'est drainée par aucun cours d'eau,.

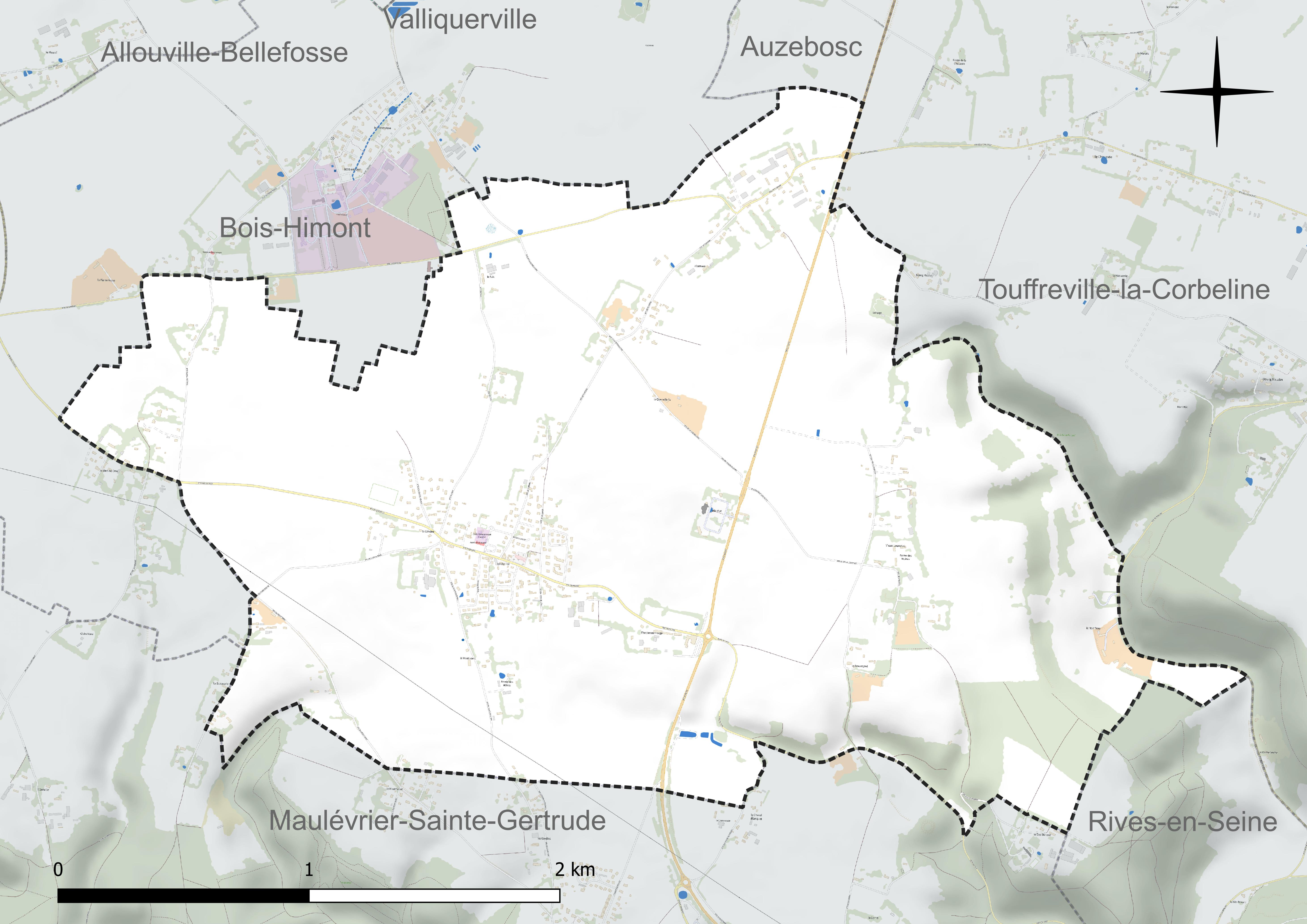
Réseau hydrographique de Louvetot.

### Climat
Pour des articles plus généraux, voir Climat de la Normandie et Climat de la Seine-Maritime.
En 2010, le climat de la commune est de type climat océanique altéré, selon une étude du CNRS s'appuyant sur une série de données couvrant la période 1971-2000. En 2020, Météo-France publie une typologie des climats de la France métropolitaine dans laquelle la commune est exposée à un climat océanique et est dans la région climatique Côtes de la Manche orientale, caractérisée par un faible ensoleillement (1 550 h/an) ; forte humidité de l’air (plus de 20 h/jour avec humidité relative > 80 % en hiver), vents forts fréquents. Parallèlement le GIEC normand, un groupe régional d’experts sur le climat, différencie quant à lui, dans une étude de 2020, trois grands types de climats pour la région Normandie, nuancés à une échelle plus fine par les facteurs géographiques locaux. La commune est, selon ce zonage, exposée à un « climat maritime », correspondant au Pays de Caux, frais, humide et pluvieux, légèrement plus frais que dans le Cotentin.
Pour la période 1971-2000, la température annuelle moyenne est de 10,2 °C, avec une amplitude thermique annuelle de 13,4 °C. Le cumul annuel moyen de précipitations est de 893 mm, avec 13,2 jours de précipitations en janvier et 9 jours en juillet. Pour la période 1991-2020, la température moyenne annuelle observée sur la station météorologique la plus proche, située sur la commune d'Ectot-lès-Baons à 10 km à vol d'oiseau, est de 10,8 °C et le cumul annuel moyen de précipitations est de 905,5 mm,. Pour l'avenir, les paramètres climatiques de la commune estimés pour 2050 selon différents scénarios d’émission de gaz à effet de serre sont consultables sur un site dédié publié par Météo-France en novembre 2022.

### Milieux naturels et biodiversité
La commune fait partie du parc naturel régional des Boucles de la Seine normande.

## Urbanisme

### Typologie
Au 1er janvier 2024, Louvetot est catégorisée commune rurale à habitat dispersé, selon la nouvelle grille communale de densité à sept niveaux définie par l'Insee en 2022.
Elle est située hors unité urbaine. Par ailleurs la commune fait partie de l'aire d'attraction d'Yvetot, dont elle est une commune de la couronne,. Cette aire, qui regroupe 15 communes, est catégorisée dans les aires de moins de 50 000 habitants,.

### Occupation des sols
L'occupation des sols de la commune, telle qu'elle ressort de la base de données européenne d’occupation biophysique des sols Corine Land Cover (CLC), est marquée par l'importance des territoires agricoles (88,7 % en 2018), en diminution par rapport à 1990 (89,6 %). La répartition détaillée en 2018 est la suivante : 
terres arables (62 %), prairies (26,6 %), zones urbanisées (6,4 %), forêts (4,9 %), zones agricoles hétérogènes (0,1 %). L'évolution de l’occupation des sols de la commune et de ses infrastructures peut être observée sur les différentes représentations cartographiques du territoire : la carte de Cassini (XVIIIe siècle), la carte d'état-major (1820-1866) et les cartes ou photos aériennes de l'IGN pour la période actuelle (1950 à aujourd'hui).

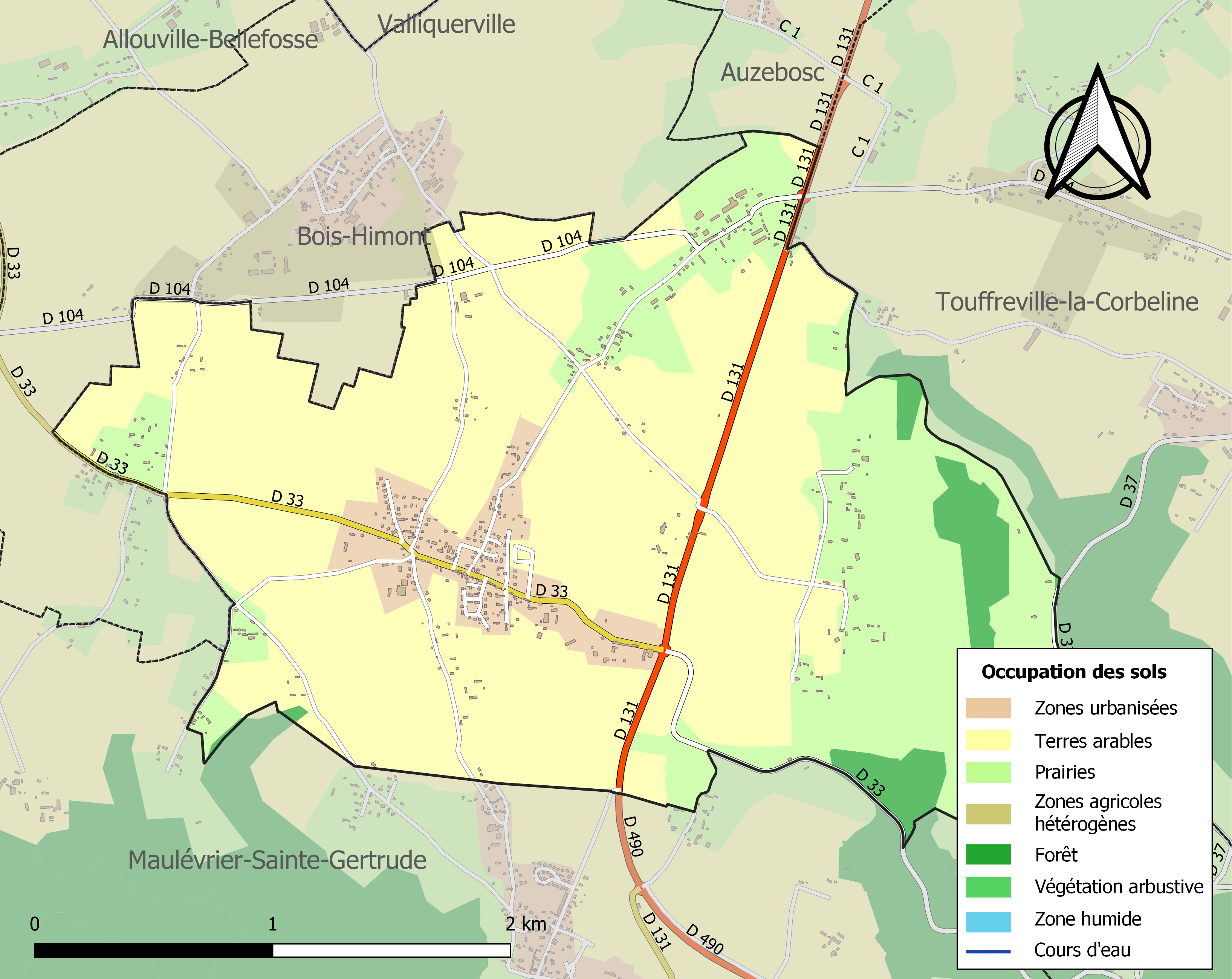
Carte des infrastructures et de l'occupation des sols de la commune en 2018 (CLC).

## Toponymie
Le nom de la localité est attesté sous la forme Luvetoth en 1024 et 1026, Luvetot en 1032 et 1035, Lovetot vers 1060,.
Il s'agit d'une formation toponymique médiévale en -tot, appellatif issu du norrois topt, toft et signifiant « emplacement, terrain à bâtir, ferme »,.
Le premier élément est sans doute un nom de personne d'origine semblable, selon le cas général. Jean Renaud propose le nom de personne scandinave Lófi, mais François de Beaurepaire préfère le nom de personne anglo-saxon Lufa. Il convient sans doute d'exclure le nom de personne roman Lupo > Loup, Leu qui aurait donné *Loutot ou *Leutot et dont l'association avec un appellatif d'origine norroise est moins probable.
Homonymie avec un autre Louvetot (Lovetot en 1175), hameau, ancienne paroisse et commune, dans le même département (commune de Grigneuseville).

## Histoire
Louvetot était autrefois réputée pour ses forges.
Radio Normandie émettait à Louvetot à partir de 1938.

## Politique et administration
| Période                                  | Période                    | Identité         | Étiquette | Qualité                          |
| ---------------------------------------- | -------------------------- | ---------------- | --------- | -------------------------------- |
| Les données manquantes sont à compléter. |                            |                  |           |                                  |
| 1856                                     |                            | Charles Campion  |           |                                  |
| 1881                                     |                            | Durand           |           |                                  |
| avant 1981                               |                            | Fernand Hauchard |           |                                  |
| Les données manquantes sont à compléter. |                            |                  |           |                                  |
| mars 2001                                | En cours (au 10 août 2020) | Alain Legrand    |           | Réélu pour le mandat 2020-2026 , |

## Population et société

### Démographie

#### Évolution démographique
L'évolution du nombre d'habitants est connue à travers les recensements de la population effectués dans la commune depuis 1793. Pour les communes de moins de 10 000 habitants, une enquête de recensement portant sur toute la population est réalisée tous les cinq ans, les populations de référence des années intermédiaires étant quant à elles estimées par interpolation ou extrapolation. Pour la commune, le premier recensement exhaustif entrant dans le cadre du nouveau dispositif a été réalisé en 2007.

En 2022, la commune comptait 775 habitants, en évolution de +9,93 % par rapport à 2016 (Seine-Maritime : +0,35 %, France hors Mayotte : +2,11 %).
| 1793 | 1800 | 1806 | 1821 | 1831 | 1836 | 1841 | 1846 | 1851 |
| ---- | ---- | ---- | ---- | ---- | ---- | ---- | ---- | ---- |
| 947  | 997  | 829  | 842  | 854  | 820  | 872  | 834  | 860  |

| 1856 | 1861 | 1866 | 1872 | 1876 | 1881 | 1886 | 1891 | 1896 |
| ---- | ---- | ---- | ---- | ---- | ---- | ---- | ---- | ---- |
| 830  | 855  | 840  | 770  | 700  | 635  | 628  | 660  | 606  |

| 1901 | 1906 | 1911 | 1921 | 1926 | 1931 | 1936 | 1946 | 1954 |
| ---- | ---- | ---- | ---- | ---- | ---- | ---- | ---- | ---- |
| 600  | 569  | 550  | 502  | 506  | 476  | 465  | 478  | 438  |

| 1962 | 1968 | 1975 | 1999 | 2006 | 2007 | 2012 | 2017 | 2022 |
| ---- | ---- | ---- | ---- | ---- | ---- | ---- | ---- | ---- |
| 452  | 417  | 439  | 575  | 679  | 692  | 658  | 738  | 775  |

#### Pyramide des âges
En 2018, le taux de personnes d'un âge inférieur à 30 ans s'élève à 36,4 %, soit en dessous de la moyenne départementale (36,5 %). De même, le taux de personnes d'âge supérieur à 60 ans est de 21,7 % la même année, alors qu'il est de 26,0 % au niveau départemental.
En 2018, la commune comptait 387 hommes pour 354 femmes, soit un taux de 52,23 % d'hommes, largement supérieur au taux départemental (48,10 %).
Les pyramides des âges de la commune et du département s'établissent comme suit.
| Hommes | Classe d’âge | Femmes |
| ------ | ------------ | ------ |
| 0,5    | 90 ou +      | 1,7    |
| 5,0    | 75-89 ans    | 5,2    |
| 16,5   | 60-74 ans    | 14,4   |
| 19,5   | 45-59 ans    | 25,4   |
| 19,6   | 30-44 ans    | 19,5   |
| 17,8   | 15-29 ans    | 15,5   |
| 21,0   | 0-14 ans     | 18,3   |

| Hommes | Classe d’âge | Femmes |
| ------ | ------------ | ------ |
| 0,7    | 90 ou +      | 1,8    |
| 6,7    | 75-89 ans    | 9,6    |
| 16,7   | 60-74 ans    | 18     |
| 19,4   | 45-59 ans    | 19     |
| 18,5   | 30-44 ans    | 17,5   |
| 19,2   | 15-29 ans    | 17,4   |
| 18,9   | 0-14 ans     | 16,7   |

## Culture locale et patrimoine

### Lieux et monuments

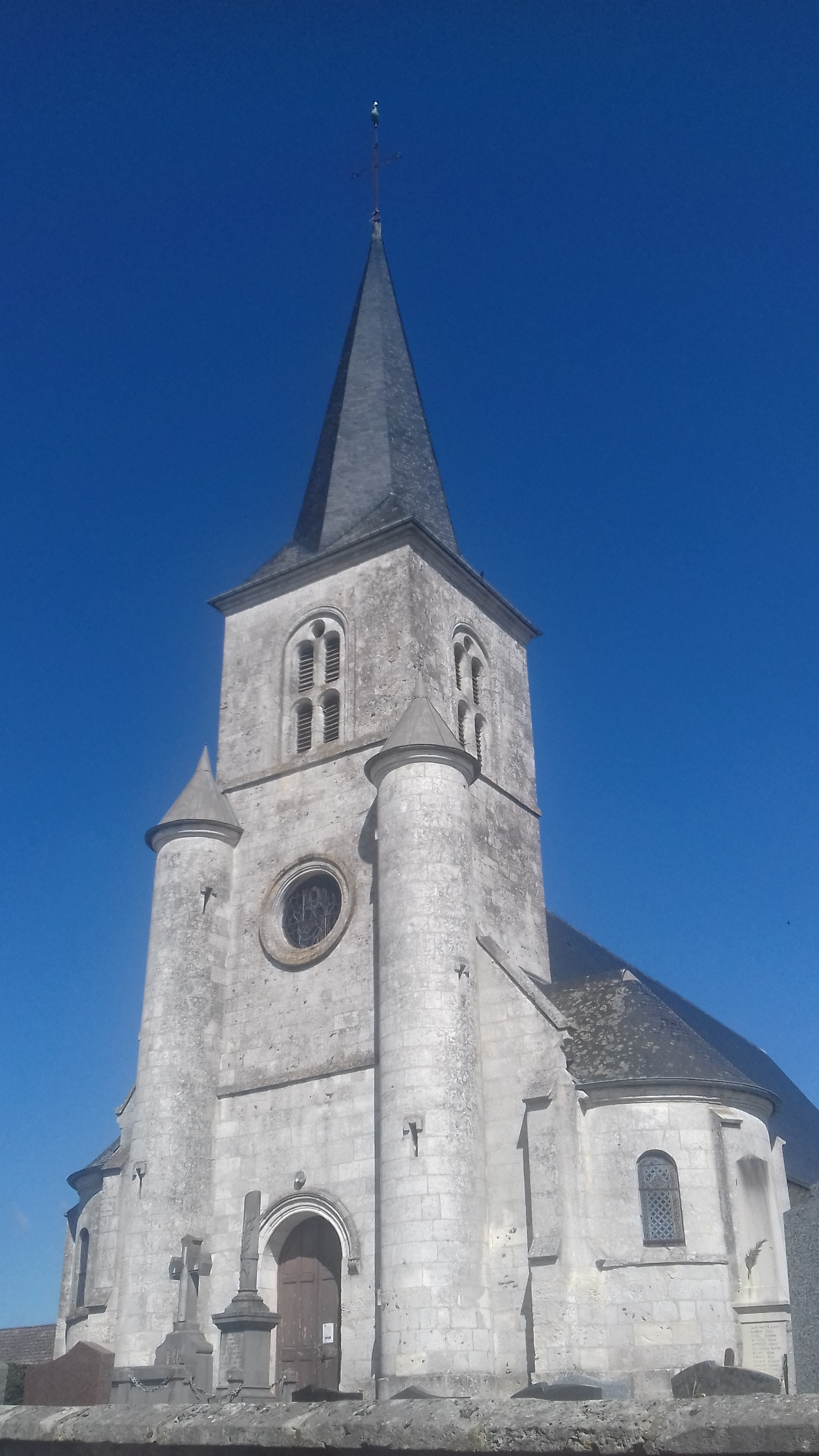
Église Notre-Dame de Louvetot

La commune abrite un manoir de 1935 d'inspiration anglaise abritant le siège d'une église évangélique protestante, Le Buisson Ardent. Le domaine émet sa propre radio : Radio Fraternité. Architecte : Fernand Legrand.
L'église Notre-Dame a été bâtie au XIIIe siècle.
Le village possède un calvaire et son entrée est protégée par une statue de la Vierge Marie priant.

### Personnalités liées à la commune
Jacques Ériché, pionnier de la Nouvelle-France (Source http://www.louveteau.ca/)

### Héraldique
| Armes de Louvetot | Les armes de la commune de Louvetot se blasonnent ainsi : d’azur au chevron d’or accompagné en chef à dextre d’un chêne, à senestre d’une crosse d’abbé et en pointe d’un tumulus mouvant de la pointe, le tout d’argent, au chef du même chargé d’un loup passant de sable. |